# Lac de la Boutonnière
Lac de la Boutonnière är en sjö i Kanada.   Den ligger i regionen Lanaudière och provinsen Québec, i den sydöstra delen av landet, 220 km nordost om huvudstaden Ottawa. Lac de la Boutonnière ligger 487 meter över havet.
I omgivningarna runt Lac de la Boutonnière växer i huvudsak blandskog. Trakten runt Lac de la Boutonnière är nära nog obefolkad, med mindre än två invånare per kvadratkilometer.